# Streblacanthus dubiosus
Streblacanthus dubiosus là một loài thực vật có hoa trong họ Ô rô. Loài này được (Lindau) V.M.Baum miêu tả khoa học đầu tiên năm 1982.